# Sphecomyrminae
Sphecomyrminae — вимерла підродина мурах, що існувала у пізній крейді (94-72 млн років тому). Викопні рештки представників підродини знайдені у Європі, Азії та Північній Америці.

## Таксономія
Sphecomyrminae — одна з найпримітивніших підродини мурах. Вони близькі до родини Armaniidae. В них була сфекоїдна будова вусиків і мандибул (як у Armaniidae), але петіолюс вже чітко відокремлений (як у мурах).

### Класифікація
- Підродина Sphecomyrminae Wilson & Brown, 1967
  - Триба Haidomyrmecini Bolton, 2003
    - Рід Ceratomyrmex Perrichot, Wang & Engel, 2016
    - Рід Haidomyrmex Dlussky, 1996
    - Рід Haidomyrmodes Perrichot, Nel, et al., 2008
    - Рід Haidoterminus McKellar, Glasier & Engel, 2013
    - Рід Linguamyrmex Barden & Grimaldi, 2017

  - Триба Sphecomyrmini Wilson, Carpenter & Brown, 1967
    - Рід Baikuris Dlussky, 1987
    - Рід Cretomyrma Dlussky, 1975
    - Рід Dlusskyidris Bolton, 1994
    - Рід Sphecomyrma Wilson & Brown, 1967
    - Рід Sphecomyrmodes Engel & Grimaldi , 2005

  - Триба Zigrasimeciini Borysenko, 2017
    - Рід Boltonimecia Borysenko, 2017
    - Рід Zigrasimecia Barden & Grimaldi, 2013